# إستوبس بارك
إستوبس بارك (بالإنجليزية: Isotopes Park)‏ هو ملعب متعدد الاختصاصات بمدينة ألباكركي، نيو مكسيكو يستخدمه فريق نيو مكسيكو يونايتد الذي يلعب في بطولة الدوري الأمريكي.